# Drapelul Sudanului

Raport: 1:2

Fostul steag (1956-1970)

Drapelul Sudanului a fost adoptat la 20 mai 1970, fiind un tricolor roșu-alb-negru, cu un triunghi verde lângă lance. Înainte de lovitura de stat din 1969 a lui Gaafar Nimeiry, a fost folosit un tricolor albastru-galben-verde. 